# Drożdże piekarskie

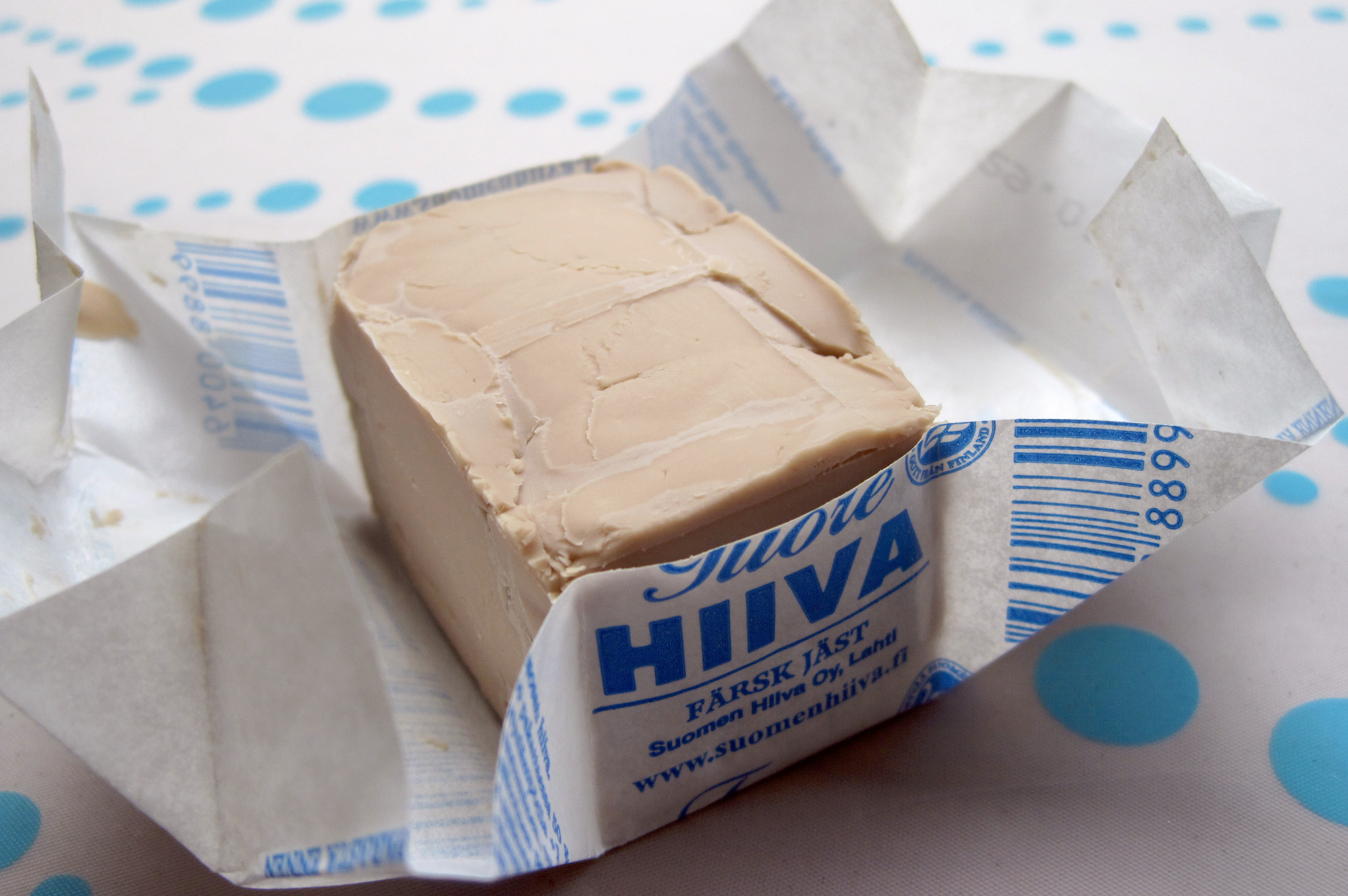
Drożdże prasowane

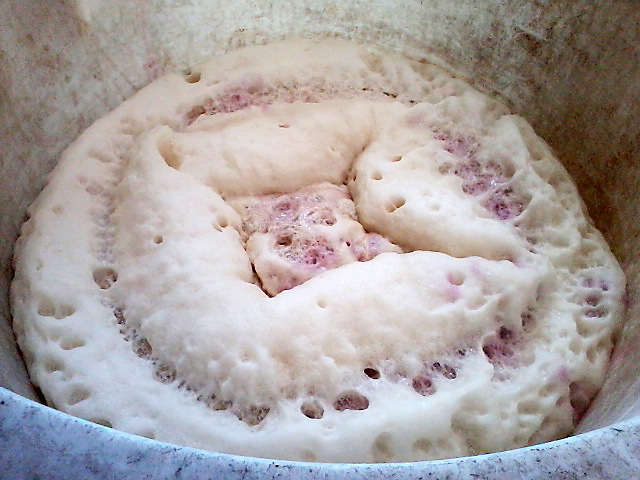
Ciasto rosnące pod wpływem drożdży

Drożdże piekarskie – drożdże używane do wypieku pieczywa. Najczęściej używa się do tego celu gatunku Saccharomyces cerevisiae, ale obecnie także kilku innych gatunków drożdży. Dodane do zaczynu rozmnażają się w nim i prowadzą fermentację wydzielając duże objętości dwutlenku węgla, który spulchnia i podnosi ciasto.
Wszystkie gatunki drożdży piekarskich wykorzystują zawarte w cieście cukry, wytwarzając przy tym etanol i dwutlenek węgla. Początkowo oddychają tlenowo, wytwarzając dwutlenek węgla i wodę, a kiedy kończy się tlen, rozpoczyna się fermentacja, w wyniku której powstaje etanol jako produkt odpadowy. Podczas wypieku drożdże w wyższej temperaturze zamierają, alkohol wyparowuje, natomiast dwutlenek węgla tworzy w cieście pęcherzyki, dzięki czemu ciasto „rośnie” i zostaje spulchnione.
Dawniej do wypieku używano głównie drożdży browarnianych będących odpadem przy produkcji piwa. Obecnie produkuje się drożdże prasowane, suszone lub liofilizowane, wyhodowane z różnych szczepów. Różnią się szybkością podnoszenia ciasta i zdolnością do wydzielania związków aromatycznych, których opisano nawet dwadzieścia rodzajów.
Zainteresowanie konsumentów mrożonymi wyrobami z ciasta chlebowego wyraźnie wzrosło w ostatnich latach. Zwykle używane do wypieku pieczywa drożdże S. cerevisiae okazują się do tego nieprzydatne. Po 15 dniach przechowywania w temperaturze –20 °C straciły 80% żywotności. Do produkcji ciasta mrożonego stosuje się drożdże Debaryomyces delbrueckii, które nie tracą żywotności komórek po zamrożeniu w temperaturze –20 °C przez 4 miesiące.
Podczas badań mykobioty zakwasów używanych do wypieku pieczywa stwierdzono, że najczęściej występującymi gatunkami są Saccharomyces cerevisiae, Kazachstania exigua, Kazachstania humilis, Issatchenkia orientalis (Pichia kudriavzevii) i Wickerhamomyces anomalus, rzadziej Saturnispora saitoi, Debaryomyces delbrueckii, Debaryomyces hansenii i Pichia membranifaciens. Zwykle w danym zaczynie występował tylko jeden lub dwa gatunki. Duża niestabilność liczby i rodzaju znalezionych gatunków drożdży zależy od stopnia uwodnienia ciasta, rodzaju użytyej mąki, temperatury wyjściowej i temperatury przechowywania zakwasu. Wysoka częstotliwość wykrywania S. cerevisiae w zakwasie wynika z częstego występowania tego gatunku w piekarniach, w których drożdże te są powszechnie stosowane do spulchniania ciasta.